# Hellmuth Helsig
Hellmuth Helsig (* 24. Juli 1902 in Halle (Saale); † 22. Oktober 1958 in Agra bei Lugano, Schweiz) war ein deutscher Filmschauspieler.

## Leben
In den Jahren 1940 bis 1950 hat er als Nebendarsteller in mindestens 24 Filmen unter verschiedenen Regisseuren mitgewirkt. Außer zwei antibritischen Propagandafilmen – Anschlag auf Baku und Germanin, in denen er jeweils Engländer darstellte – handelt es sich dabei um Unterhaltungsfilme, die die Zuschauer in der Zeit des Nationalsozialismus von der Realität des Zweiten Weltkrieges ablenken sollten und heute – mit Ausnahme von Wir machen Musik mit Ilse Werner – weitgehend unbekannt sein dürften.
In den Nachkriegsjahren hatte Helsig nur noch fünf Engagements, darunter in zwei Filmen, die die Nachkriegssituation in Deutschland schilderten: … und über uns der Himmel von 1947 mit Hans Albers – der erste Film, der nach dem Krieg in der Amerikanischen Besatzungszone gedreht wurde – und Unser täglich Brot der ostdeutschen DEFA von 1949.

## Filmografie
- 1941: Anschlag auf Baku (Fritz Kirchhoff)
- 1942: Wir machen Musik (Helmut Käutner)
- 1942: Der Seniorchef (Peter Paul Brauer)
- 1943: Germanin – Die Geschichte einer kolonialen Tat (Max W. Kimmich)
- 1943: Altes Herz wird wieder jung (Erich Engel)
- 1943: Liebesgeschichten (Viktor Tourjansky)
- 1943: Tolle Nacht (Theo Lingen)
- 1943/44: Eine kleine Sommermelodie (Volker von Collande; UA: 1982)
- 1944: Um 9 kommt Harald (Carl Boese)
- 1944: Das Hochzeitshotel (Carl Boese)
- 1944: Familie Buchholz (Carl Froelich)
- 1944: Neigungsehe (Carl Froelich)
- 1944: Ich hab’ von dir geträumt (Wolfgang Staudte)
- 1944: Der Mann, dem man den Namen stahl (Wolfgang Staudte)
- 1944/46: Unter den Brücken (Helmut Käutner)
- 1944/48: Fahrt ins Glück (Erich Engel)
- 1944/48: Das kleine Hofkonzert (Paul Verhoeven)
- 1944/52: Das Mädchen Juanita (Wolfgang Staudte)
- 1945: Die Brüder Noltenius (Gerhard Lamprecht)
- 1947: … und über uns der Himmel (Josef von Báky)
- 1949: Unser täglich Brot (Slatan Dudow)
- 1949: 0 Uhr 15 Zimmer 9 (Arthur Maria Rabenalt)
- 1950: Der Fall Rabanser (Helmut Käutner)
- 1950: Epilog – Das Geheimnis der Orplid (Helmut Käutner)

## Theater
- 1948: Stefan Brodwin: Der Feigling (Archivrat) – Regie: Ernst Legal (Deutsches Theater Berlin – Kammerspiele)
- 1949: Ewan MacColl: Das krumme Gewerbe – Regie: Robert Wolfgang Schnell (Deutsches Theater Berlin – Kammerspiele)